# Cryptocarya subcorymbosa
Cryptocarya subcorymbosa är en lagerväxtart som beskrevs av Carl Christian Mez. Cryptocarya subcorymbosa ingår i släktet Cryptocarya och familjen lagerväxter. Inga underarter finns listade i Catalogue of Life.